# Caleta Buena Nueva
Die Caleta Buena Nueva (spanisch) ist eine Bucht an der Südküste der Livingston-Insel im Archipel der Südlichen Shetlandinseln. Sie liegt südlich des Argentinien-Gletschers am Südostufer der South Bay, gleichbedeutend mit der Hurd-Halbinsel.
Spanische Wissenschaftler benannten sie nach der Buena Nueva, eines der drei Schiffe des spanischen Seefahrers Gabriel de Castilla (1577–1620), mit denen er im Jahr 1603 wahrscheinlich als Erster das Südpolarmeer befahren hatte.